# Onobrychis echidna
Onobrychis echidna är en ärtväxtart som beskrevs av Vladimir Ippolitovich Lipsky. Onobrychis echidna ingår i släktet esparsetter, och familjen ärtväxter. Inga underarter finns listade i Catalogue of Life.